# Thomas McDonell
Thomas Hunter Campbell McDonell, né le 2 mai 1986 à New York, est un acteur, chanteur et musicien américain.  

## Biographie
Comédien, chanteur et musicien, Thomas McDonell grandit à New York, entre une mère écrivain et un père éditeur. 

## Carrière
Sa première apparition au cinéma dans Le Royaume interdit aux côtés des grands Jackie Chan et Jet Li confirme son envie d'être acteur. 
Il obtient par la suite le second rôle du film Prom, une production Disney dans laquelle il interprète lui-même le morceau Time Stand. Il y joue Jesse Richter, un lycéen rebelle chargé d’assister le personnage d' Aimee Teegarden dans l’organisation du bal de promo. Il interprète lui-même une des chansons du film, Time Stand.
Grâce à cette approche remarquée, il débarque dans la première saison de Suburgatory, dans laquelle il est le petit ami de Tessa, personnage principal de la série.
En 2012, Thomas McDonell se fait à nouveau repérer grâce à Fun Size, où il incarne le séduisant Aaron Ridley, l’idéal masculin de toutes les filles du campus. La même année, il est le protagoniste de 10 Things I Hate About Life, aux côtés d’Evan Rachel Wood. Dans cette comédie romantique, il campe un jeune homme au bord du suicide, qui reprend goût à la vie en trouvant l’amour. 
Après une figuration dans le clip de Carly Rae Jepsen "This Kiss", c’est la CW qui fait appel à lui pour leur nouveau programme fétiche, Les 100. Dans cette série post-apocalyptique qui décrit le retour d'une centaine de délinquants sur Terre après une apocalypse nucléaire et des siècles d'inhabitation, Thomas interprète le rôle de Finn Collins, un de ces délinquants renvoyés sur Terre, et qui va entretenir une relation amicale puis amoureuse avec Clarke, le personnage principal de la série, pendant deux saisons.

## Filmographie
- 2008 : Le Royaume interdit : Southie jeune
- 2010 : Twelve
- 2011 : Prom : Jesse Richter
- 2012 : Fun Size : Aaron Riley
- 2014 : Where the Devil Hides : Trevor

### Série télévisée
- 2010 : New York, section criminelle : Eddie Boyle
- 2011 : Made in Hollywood (épisode 6) : lui-même
- 2012-2013 : Suburgatory (4 épisodes) : Scott Strauss
- 2014-2015 : Les 100 : Finn Collins (rôle principal saison 1 et 2, 22 épisodes)
- 2017 : The Long Road Home
- 2018 : Vol à mères armées : Brian